# Bonifatius III van Toscane

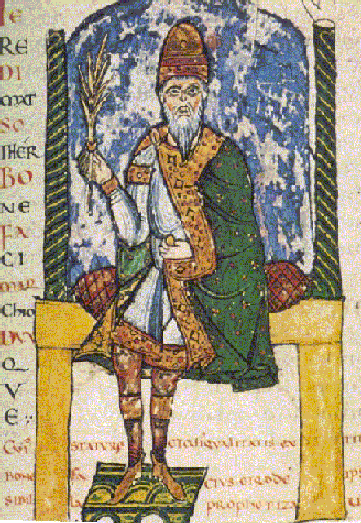
Bonifatius III in de Vita Mathildis uit de 11e eeuw.

Bonifatius van Canossa (985 - 1052) was als Bonifatius III markgraaf van Toscane. Hij was een van de invloedrijkste Italiaanse magnaten uit de 11e eeuw en speelde een sleutelrol in de heerschappij van de rooms-duitse keizers over Noord-Italië. Tot zijn bezittingen behoorden de hertogdommen Lucca, Spoleto en Camerino en de graafschappen Ferrara, Verona, Mantua, Reggio, Parma, Lucca, Pisa, Firenze, Pistoia, Modena en Canossa. Hij had een luisterrijke hofhouding in Mantua, dat hij samen met zijn echtgenote Beatrice uitbouwde tot een centrum van cultuur in Noord-Italië.

## Leven

### Familie

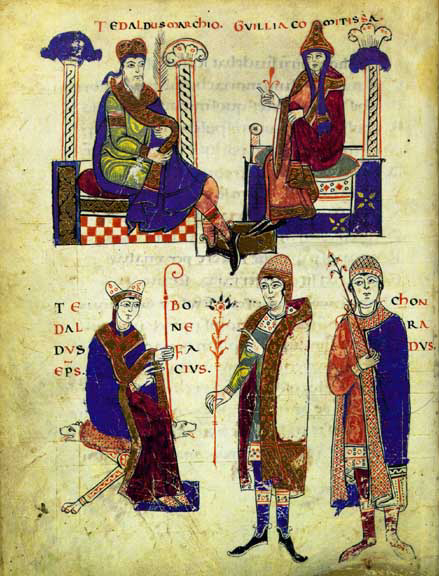
Bonifatius (onder, midden) met zijn ouders Tedald (boven, links) en Willa (boven, rechts) en broers Tedaldus (onder, links) en Koenraad (onder, rechts) uit de Vita Mathildis.

Bonifatius was een zoon van Tedald van Canossa en Willa van Spoleto. Hoewel hij nog twee broers had, verkoos zijn vader hem om hem op te volgen en slaagde erin zijn volledige bezit, bestaande uit de graafschappen Brescia, Modena, Ferrara, Reggio en Mantua als één geheel te laten erven. Bonifatius' oudste broer, Tedald werd bisschop van Arezzo en zijn andere broer, Koenraad, bestuurde samen met hem het markgraafschap.

### Tegenkoning Arduin van Ivrea
Tijdens de oorlog tussen Arduin van Ivrea, die de troon van Italië claimde, en Keizer Hendrik II, stond Bonifatius, samen met zijn vader Tedald aan de kant van de Duitse keizer. Toen Arduin in 1015 overleed, bleef de strijd evenwel voortduren. Getrouwen van Arduin, waaronder zijn broer, vielen in 1016 de Duitsgezinde bisschop Leo van Vercelli aan, maar de aanval bleek zonder succes. Als tegenreactie vielen Leo en Bonifatius, op vraag van de keizer, het fort van Orba aan. Hun overwinning leidde in 1017 tot vredestoenaderingen tussen de keizer en de getrouwen van Arduin.

### Steun aan Koenraad II
In 1024 werd Koenraad II tot Rooms-koning gekroond. In Italië probeerde men opnieuw, net zoals bij de kroning van Hendrik II, een eigen koning te kiezen, Willem V van Aquitanië, koning Robert II van Frankrijk en Hugo II van Frankrijk. Het huis Canossa bleef ook nu de Duitse keizer trouw en behaalde een overwinning op de pretendenten bij Coviolo, al liet Koenraad, de broer van Bonifatius, hierbij het leven. Deze steun leverde Bonifatius ook iets op, want Koenraad schonk hem het markgraafschap Toscane, dat tot dan toe in bezit geweest was van Rainier van Toscane, die aan de kant van de pretendenten stond.
In 1032 was Koenraad II weer verwikkeld in een conflict, dit keer over de heerschappij over het koninkrijk Bourgondië. Rudolf III van Bourgondië was overleden en had zijn bezittingen nagelaten aan Koenraad. Odo II van Blois, een neef van Rudolf III, claimde echter zelf de troon. Hoewel Odo initieel succesvol was, werd hij al snel in het nauw gedreven. Koenraad kreeg de steun van de Franse koning, een groot deel van de Bourgondische adel en een belangrijk deel van de Italiaanse magnaten, waaronder Bonifatius III.
In 1037 huwde Bonifatius met Beatrice van Lotharingen, een dochter van Frederik II van Lotharingen. Het huwelijk van een belangrijke Italiaanse magnaat met een telg uit een zeer invloedrijke en machtige Duitse familie kaderde in de politiek van Koenraad II om de Italiaanse en Duitse adel te vermengen. Door een rijksbrede elite te scheppen hoopte hij meer eenheid te brengen in het Heilig Roomse Rijk.

### Conflict met Hendrik III

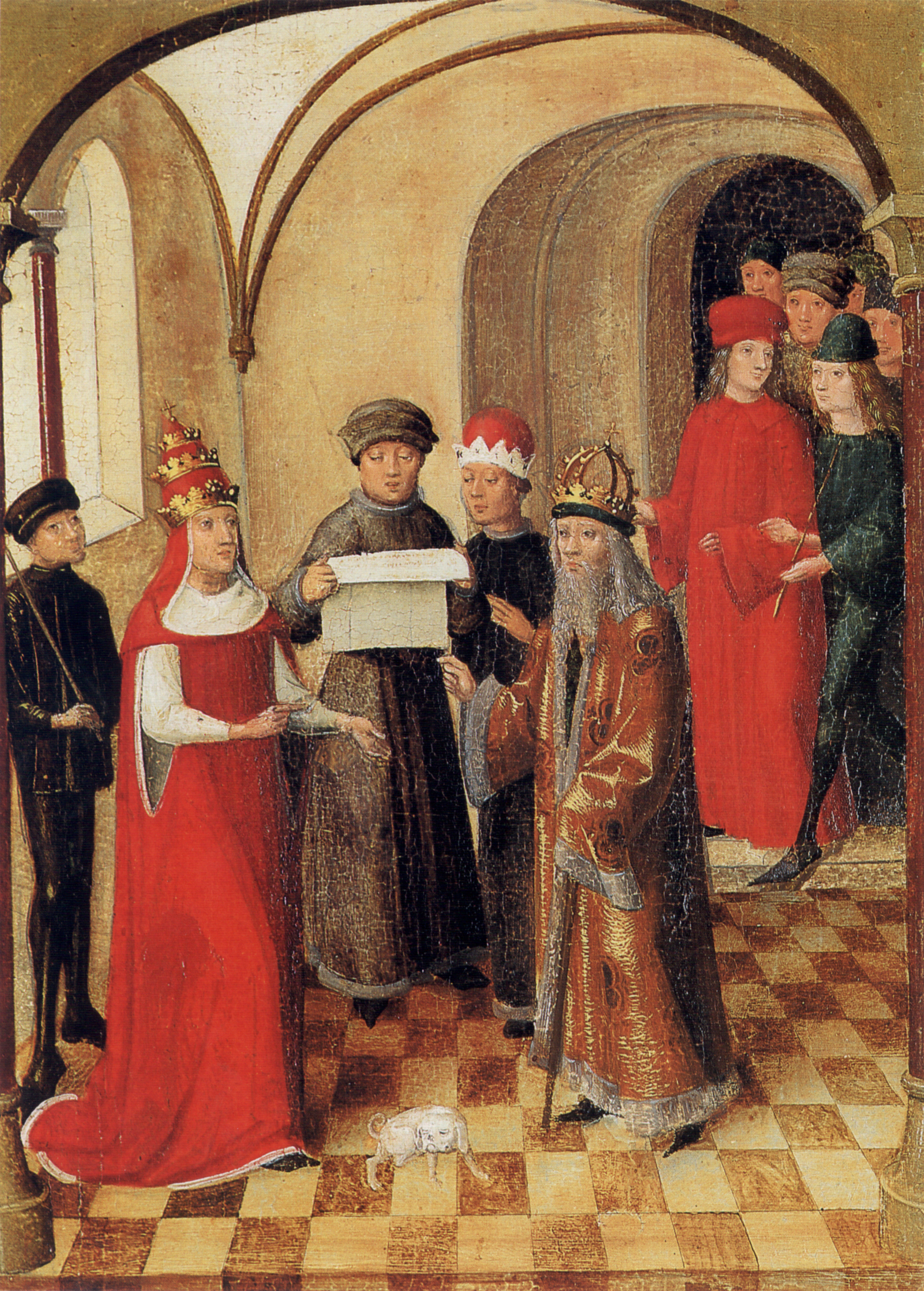
Bonifatius (rechts, met rood-witte hoed) samen met paus Leo IX (links, met tiara) en keizer Hendrik III (rechts, met kroon) uit een 15e-eeuws handschrift.

Ook tijdens de regeerperiode van Keizer Hendrik III was de relatie aanvankelijk goed. Zo bleef Bonifatius Hendrik steunen toen Odo van Blois opnieuw in opstand kwam en de Italiaanse kroon opeiste. Net zoals zijn vorige poging was ook deze zonder succes en werd hij al snel verslagen. Vanaf 1047 zou hun relatie al snel verslechteren. Bonifatius was immers een machtig landheer, die weliswaar het Heilig Roomse Rijk genegen was, maar ook op zijn onafhankelijkheid stond. Hendrik III probeerde echter zijn greep op Italië te verstevigen, en dit resulteerde in animositeit. Noch Hendrik, noch Bonifatius zou echter ooit rechtstreeks de confrontatie aangaan.
Een belangrijk twistpunt was de pauskeuze. Hendrik probeerde de positie van de paus tegenover de Romeinse en Italiaanse aristocratie te versterken door voornamelijk Duitsers tot paus te benoemen en door hervormingsgezinde bisschoppen te ondersteunen. Zo zette hij in 1046 drie pausen af en benoemde een nieuwe, hervormingsgezinde, paus: Clemens II. Na diens dood werd de afgezette paus Benedictus IX, met de steun van markgraaf Bonifatius en de graven van Tusculum, echter opnieuw paus. Dit was absoluut niet naar de zin van keizer Hendrik, die op vraag van een afvaardiging van Romeinse burgers de bisschop Poppo van Brixen als paus Damasus II installeerde. Hiermee probeerde hij Bonifatius en de andere Italiaanse magnaten een hak te zetten en de controle over Noord-Italië terug te winnen.
Bonifatius weigerde initieel Damasus te erkennen, met als belangrijkste argument dat de Romeinse bevolking eerder Benedictus had verkozen, maar onder keizerlijke druk escorteerde hij hem toch naar Rome, waar hij aanwezig was bij zijn kroning. Damasus werd echter in 1048 vergiftigd, waarbij ook de naam van Bonifatius genoemd werd. Hiermee was de relatie tussen Hendrik en Bonifatius definitief verzuurd. Hendrik had grote problemen om het koninkrijk Italië onder controle te houden en probeerde door de installatie van Duitse pausen het laken naar zich toe te trekken. Dat hierdoor conflicten ontstonden tussen de machtige markgraaf van Toscane en de keizer is dan ook weinig verbazingwekkend.

### Opvolging
Na de dood van paus Damasus verzuurde de relatie tussen keizer en markgraaf, al kwam het niet tot openlijke conflicten. In 1052 werd Bonifatius echter tijdens een jachtpartij vermoord en hoewel de belangrijkste verantwoordelijken Bonifatius' ontevreden vazallen leken te zijn, die ontstemd waren over diens autocratische regeerstijl, werd er ook in de richting van Hendrik III gewezen. Het conflict tussen Bonifatius en Hendrik, in combinatie met de moord op Bonifatius, zorgde er wel voor dat het huis Canossa zich veel minder verbonden voelde met het Heilige Roomse Rijk, wat onder Bonifatius' dochter, Mathilde zou uitmonden in een stevige confrontatie.
Bonifatius werd opgevolgd door zijn dochter Mathilde, uit zijn tweede huwelijk met Beatrice van Lotharingen. Zij zou op haar beurt een van de machtigste figuren in Italië worden en een sleutelrol spelen tijdens de Investituurstrijd.

## Nageslacht
Bonifatius huwde voor 1034 met Richelida, een dochter van graaf Giselbert II van Bergamo, tot ze overleed in 1034. Dit huwelijk bleef kinderloos.
In 1037 hertrouwde hij met Beatrice van Lotharingen, dochter van Frederik II van Lotharingen. Uit dit huwelijk kwamen minstens drie kinderen: een zoon, Frederik of Bonifatius, die in 1055 overleed in gevangenschap, een dochter, Mathilde, die hem zou opvolgen als markgravin van Toscane, en nog een zoon of dochter, Beatrice of Beatricio. Na het overlijden van Bonifatius zou Beatrice hertrouwen met Godfried II van Lotharingen.